# Dia do Número Único Europeu de Emergência “112”

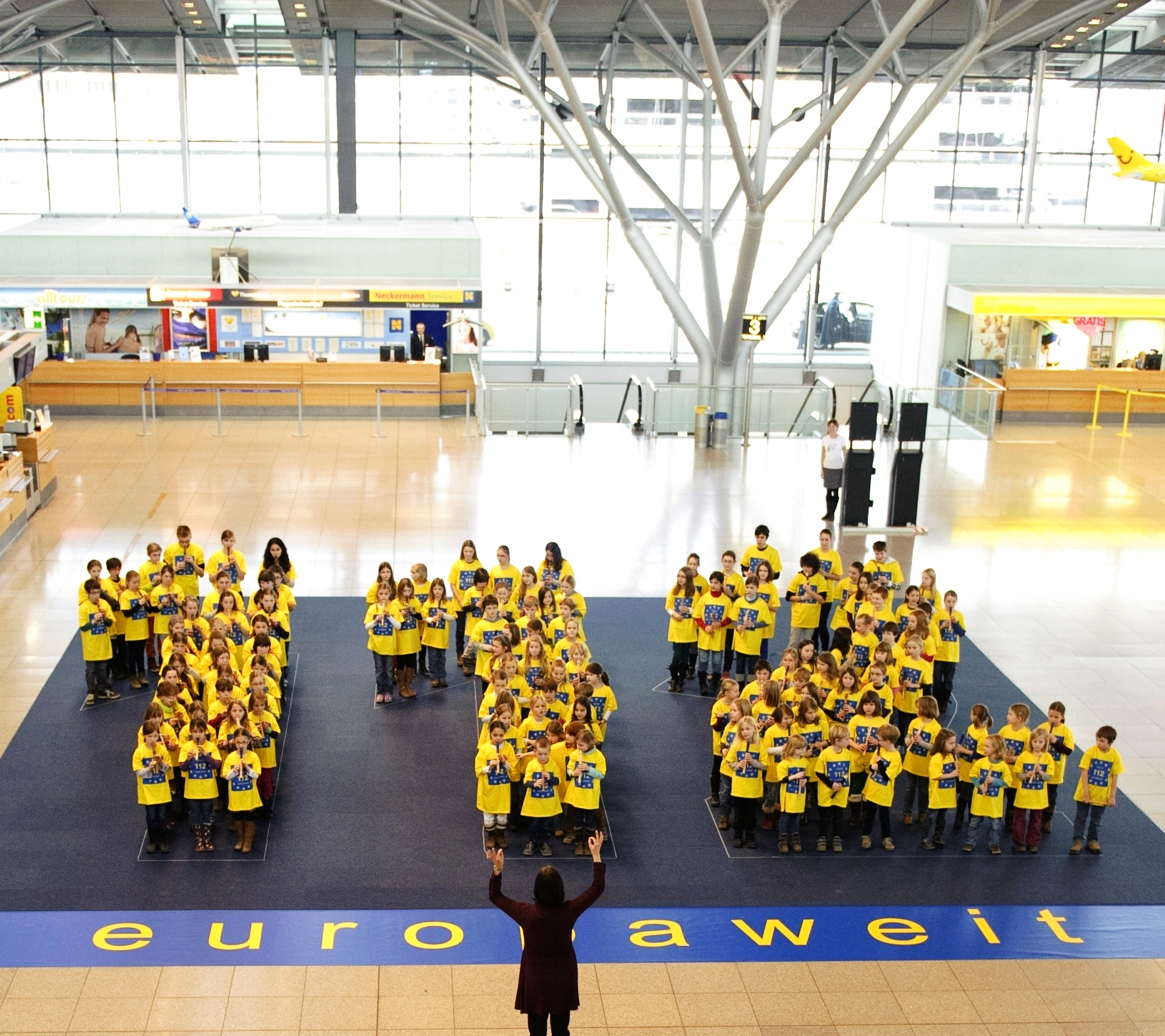
Aeroporto de Estugarda (Alemanha): alunos das escolas de música Leinfelden-Echterdingen, Schönbuch e Stuttgart estão a tocar o Hino da Europa durante a celebração do Dia Europeu do 112 no dia 11 de fevereiro de 2014.

O Dia do Número Único Europeu de Emergência "112" é celebrado anualmente no dia 11 de fevereiro por toda a Europa. Foi instituído pela União Europeia com o objetivo de promover a existência e o uso apropriado do Número Único Europeu de Emergência, conhecido como o “112”. 

## Número Único Europeu de Emergência
O Número Único Europeu de Emergência "112" foi introduzido em 1991 de forma a disponibilizar uma chamada de emergência comum em todos os Estados membros da União Europeia. Em alguns países da UE existem números de telefone de emergência nacionais complementares. Desde dezembro de 2008, o número de telefone comum 112 permite ligar de forma gratuita, a partir de todas as redes fixas e móveis da UE, para os serviços de emergência. Devido à crescente divulgação como número de emergência europeu, o número 112 está a transformar-se não só num símbolo comum de ajuda e apoio, como também num símbolo da União Europeia.

## Origem

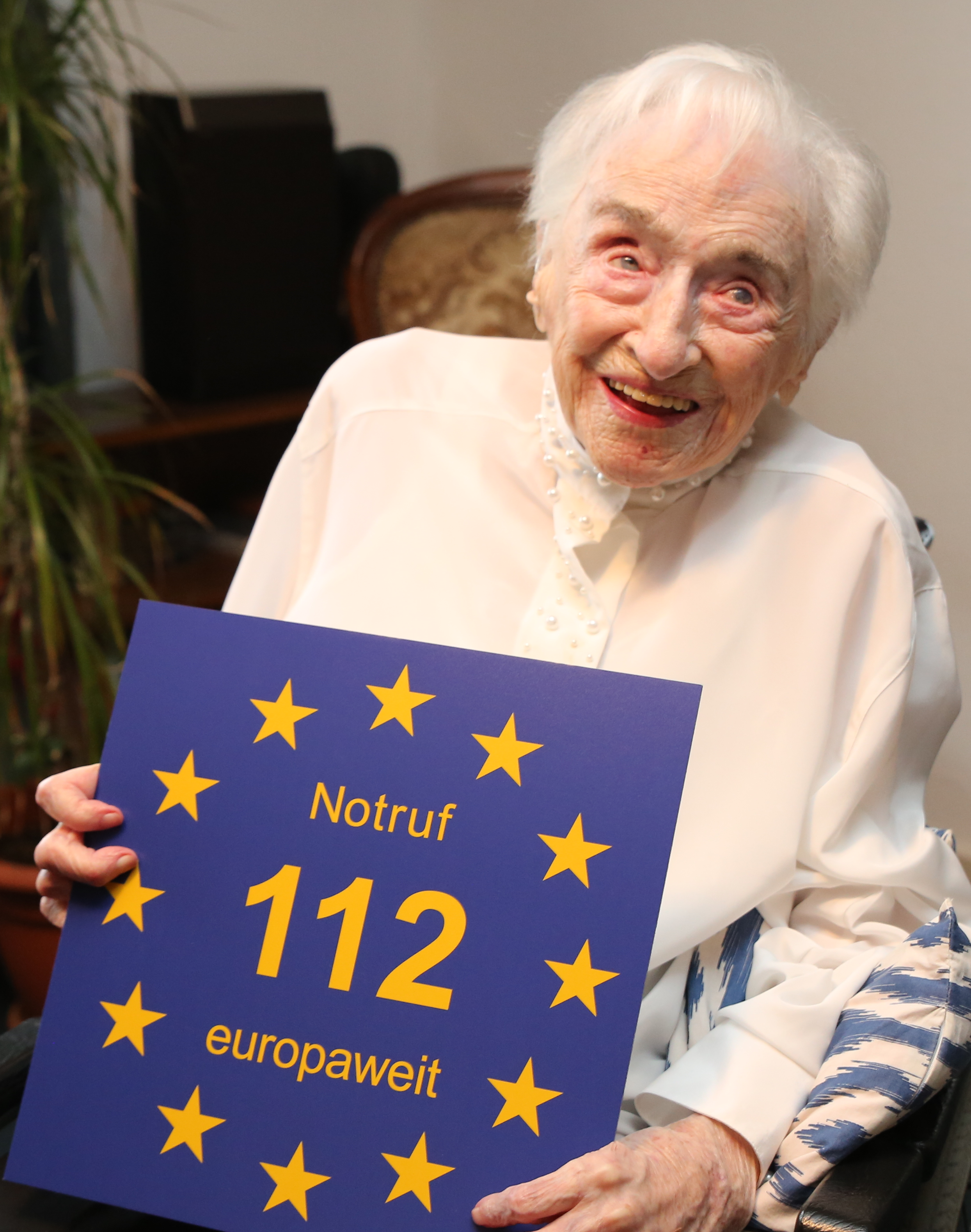
Edelgard Huber von Gersdorff, com 112 anos de idade, foi embaixadora honorária da campanha “Uma Europa – Um número!”, cujo objetivo era aumentar a sensibilização acerca do Número de Emergência Europeu 112.

O Parlamento Europeu, o Conselho da União Europeia e a Comissão Europeia assinaram uma convenção tripartida em 2009 para instituir o Dia Europeu do 112. Este dia tem como objetivo sensibilizar para a existência deste serviço à escala europeia e para as vantagens da chamada para o número de telefone de emergência europeu "112”. O dia 11 de fevereiro foi escolhido pelo facto de a data representar o número de telefone (11.2). A ideia de dedicar um dia específico à chamada de emergência europeia foi discutida pela primeira vez no Parlamento Europeu em 2007, no âmbito dos preparativos da Declaração do Parlamento Europeu sobre o número de chamada de emergência europeu 112.  A necessidade geral de aumentar a divulgação do número de emergência europeu foi confirmada pelo Flash Eurobarometer 228 (em fevereiro de 2008): apenas 22% do total de entrevistados, na UE, sabiam que o número de telefone de emergência 112 é válido e está disponível em toda a União Europeia. Em Portugal, apenas 21% das pessoas tinha conhecimento deste facto.  Posteriormente, em 2009, a média da EU situou-se nos 24% e Portugal nos 30%. Em 2010, a média da EU atingiu os 25% e Portugal os 27%.

## Celebrações
Na Europa, todos os anos são realizadas várias ações para celebrar o Dia Europeu do 112. Algumas são organizadas por políticos e funcionários do governo, outras por serviços de salvamento, bombeiros e organizações não governamentais. Em 2020, a Polícia de Segurança Pública portuguesa realizou várias ações de sensibilização em escolas de todo o país. Outras ações semelhantes foram realizadas por toda a Europa, tal como em Bruxelas, onde a estátua Manneken-Pis surgiu vestida com uma farda do serviço 112.